# Sébaste-chèvre
Helicolenus dactylopterus
Espèce
Le sébaste-chèvre ou rascasse de fond (Helicolenus dactylopterus) est une espèce de poissons de la famille des Scorpaenidae. C'est une espèce comestible.

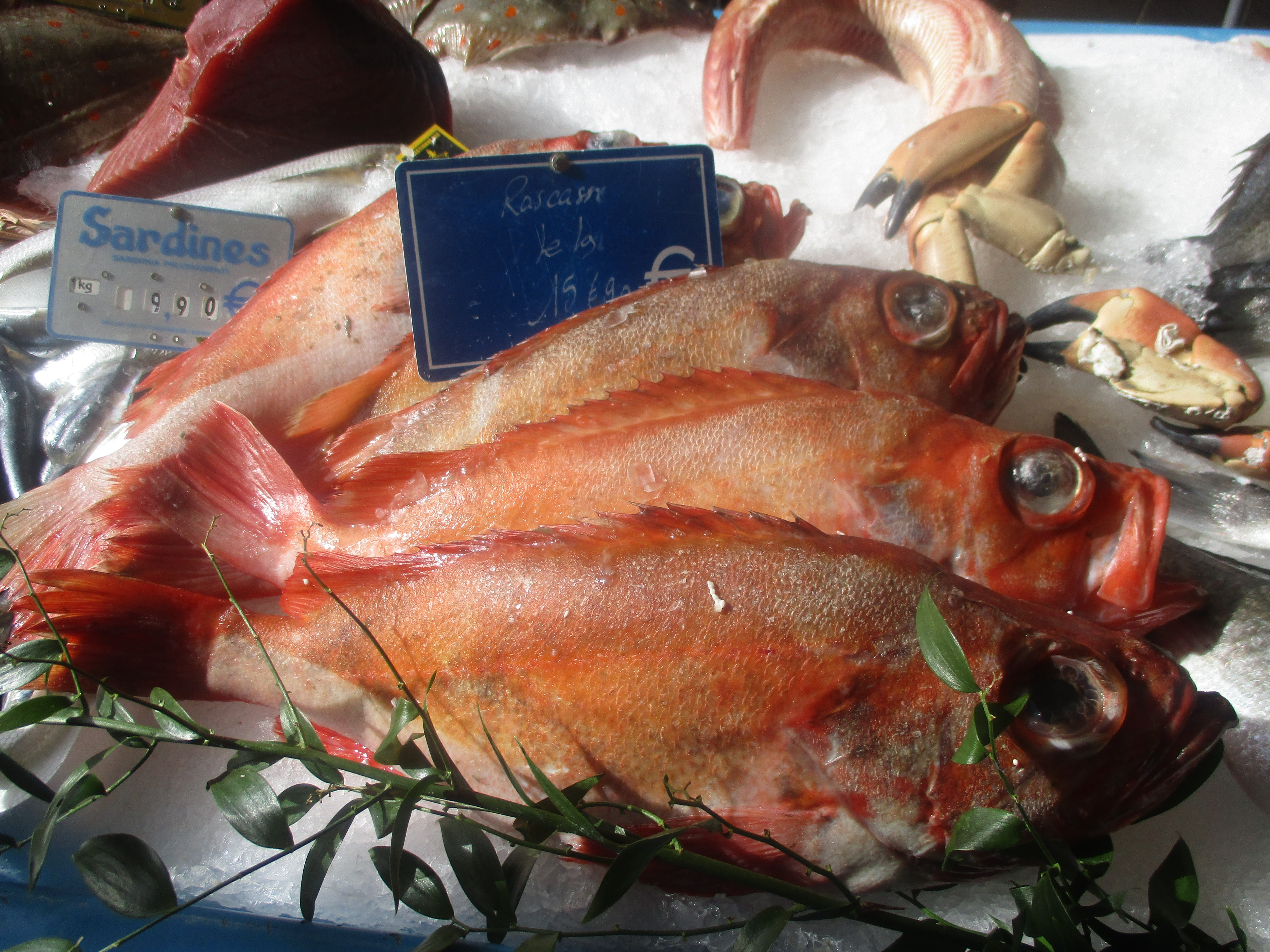
Rascasses au marché.